# 洛伦佐·波尔齐奥
洛伦佐·波尔齐奥（義大利語：Lorenzo Porzio，1981年8月24日—），意大利男子赛艇运动员。他曾代表意大利参加2004年夏季奥林匹克运动会赛艇比赛，获得男子四人单桨无舵手铜牌。